# Still Brazy
Albums de YG
Blame It On The Streets
(2014) Stay Dangerous
(2018)
Singles
1. Twist My Fingaz
Sortie : 17 juillet 2015
2. FDT (feat. Nipsey Hussle)
Sortie : 30 mars 2016
3. Why You Always Hatin? (feat. Drake & Kamaiyah)
Sortie : 21 mai 2016

Still Brazy est le deuxième album studio du rappeur américain YG, sorti le 14 juin 2016 sous les labels Pu$haz Ink, CTE World et Def Jam Recordings,. L'album contient des collaborations avec les rappeurs Lil Wayne, Drake et Kamaiyah notamment. L'album est porté par trois singles: Twist My Fingaz, FDT et Why You Always Hatin?.

## Singles
Le 17 juillet 2015, YG sort le premier single de l'album, Twist My Fingaz produit par Terrace Martin. 
Le second single de l'album, FDT (Fuck Donald Trump) produit par DJ Swish, est sorti le 30 mars 2016. 
YG sort le troisième single de l'album Why You Always Hatin? en featuring avec Drake et Kamaiyah. Le single fut dévoilé en avant-première par Oliver El-Khatib sur OVO Sound Radio le 21 mai 2016. Le single est sorti officiellement le jour suivant, le 22 mai 2016. 

### Singles promotionnels
Le single promotionnel de l'album est nommé I Wanna Benz produit par London on da Track en featuring avec les rappeurs américains 50 Cent et Nipsey Hussle. Le single est sorti le 12 décembre 2015 après avoir été diffusé en avant-première par Oliver El-Khatib sur OVO Sound Radio.

## Liste des titres
| 1.    | Pops Hot Intro                                                          |                               | 0:14 |
| 2.    | Don't Come to LA (featuring Sad Boy, A.D. & Bricc Baby)                 | DJ Swish                      | 3:35 |
| 3.    | Who Shot Me?                                                            | DJ Swish                      | 3:47 |
| 4.    | Word Is Bond (featuring Slim 400)                                       | P-Lo, Dr. Dre                 | 3:16 |
| 5.    | Twist My Fingaz                                                         | Terrace Martin                | 4:14 |
| 6.    | Good Times Interlude (featuring Syke 800, Duce, Marley Blu & Burnt Out) |                               | 0:38 |
| 7.    | Gimmie Got Shot                                                         | DJ Swish                      | 2:46 |
| 8.    | I Got a Question (featuring Lil Wayne)                                  | 1500 or Nothin'               | 3:38 |
| 9.    | Why You Always Hatin? (featuring Drake & Kamaiyah)                      | CT Beats                      | 3:16 |
| 10.   | My Perception (featuring Slim 400)                                      |                               | 0:14 |
| 11.   | Bool, Balm & Bollective                                                 | DJ Swish (co.)                | 3:35 |
| 12.   | She Wish She Was (featuring Joe Moses & Jay 305)                        |                               | 3:57 |
| 13.   | YG Be Safe (featuring The Homegirl)                                     |                               | 0:03 |
| 14.   | Still Brazy                                                             | Ty Dolla $ign, DJ Swish (co.) | 3:22 |
| 15.   | FDT (featuring Nipsey Hussle)                                           | DJ Swish                      | 3:46 |
| 16.   | Blacks & Browns (featuring Sad Boy)                                     | P-Lo                          | 4:10 |
| 17.   | Police Get Away wit Murder                                              | Hit-Boy                       | 3:19 |
| 47:50 |                                                                         |                               |      |